# Swammerdamella confusa
Swammerdamella confusa är en tvåvingeart som beskrevs av Cook 1956. Swammerdamella confusa ingår i släktet Swammerdamella och familjen dyngmyggor.
Artens utbredningsområde är Virginia. Inga underarter finns listade i Catalogue of Life.